# Ógra Shinn Féin
Ógra Shinn Féin (noto come Gioventù Repubblicana, e precedentemente in irlandese: Óige Phoblachtach), è l'ala giovanile del partito politico irlandese Sinn Féin. Ógra Shinn Féin è attivo e organizzato in tutta l'isola d'Irlanda.
Quando è stato creato nel 1997, era originariamente conosciuto come Sinn Féin Youth; è diventato Ógra Shinn Féin nel 1999. Un certo numero di funzionari eletti del Sinn Féin sono anche membri di Ógra Shinn Féin.

## Adesione
L'iscrizione è gratuita e aperta a tutti i membri del Partito Sinn Féin e a coloro di età compresa tra 15 e 29 anni che sostengono un'Irlanda unita e l'istituzione di una repubblica socialista democratica. Dall'Ard Fheis (Congresso) del 2019, è diventato obbligatorio per tutti i membri del partito di età inferiore ai 26 anni essere membri attivi del ramo locale di Ógra.

## Organizzazione
Ógra Shinn Féin è organizzato in tutte le 32 contee d'Irlanda, nei comuni e nelle università. La sua struttura è simile a quella del Sinn Féin.

## Campagne
L'obiettivo a lungo termine di Ógra Shinn Féin è "reclutare attivisti giovani e dedicati per garantire la continuità e l'esito della lotta" per stabilire una repubblica socialista democratica nelle 32 contee.

## Affiliazioni
- National Youth Council of Ireland (NYCI) - Ógra Shinn Féin è un membro a pieno titolo del National Youth Council of Ireland.[4]
- Rete europea della giovane sinistra democratica (ENDYL) - Ógra Shinn Féin è un membro a pieno titolo di ENDYL.[5]